# 虎浿镇
虎𬇙镇，亦作虎贝镇，是中华人民共和国福建省宁德市蕉城区下辖的一个镇。
2016年1月29日，福建省人民政府同意蕉城区撤销虎𬇙乡，设立虎𬇙镇。

## 行政区划
虎浿镇下辖以下村级行政区划单位：
岔路村、东源村、浮山村、黄柏村、黄家村、旧厝村、梅鹤村、南岭村、七淀村、上堡村、文峰村、下楼村、下洋村、新亭村、新厝村、岩柄村和中洋里村。